# Port lotniczy Satu Mare
Port lotniczy Satu Mare (IATA: SUJ, ICAO: LRSM) – port lotniczy położony w Satu Mare, w okręgu Satu Mare, w Rumunii.

## Linie lotnicze i połączenia
| Linia lotnicza | Kierunek        |
| -------------- | --------------- |
| TAROM          | 1. Bukareszt    |
| Wizz Air       | 1. Londyn-Luton |